# 앵그리버드 트릴로지
《앵그리버드 트릴로지》(Angry Birds Trilogy)는 2012년에 출시된 로비오 엔터테인먼트의 비디오 게임이다.